# المتسكع (فلم 1916)
المتسكع (بالإنجليزية: The Vagabond)، يعرف أيضا باسم (تشارلي موسيقار)، هو فيلم كوميدي أمريكي صامت من عام 1916 بطولة تشارلي تشابلن، أنتجته شركة موتوال فيلم.

## القصة
يصل تشارلي المتشرد، إلى أحد الحانات ويعزف على الكمان لجمع الأموال، مما يثير التنافس مع الموسيقيين. وينتج عن هذا مشاجرة في الحانة وفوضى كوميدية.
في أثناء تجواله في محيط قافلة غجرية في الريف، يلتقي تشارلي بالفتاة الجميلة إيدنا. فيقوم بالعزف بكمانه لها. اختطف الغجر إيدنا وأساءوا معاملتها، وعلى رأسهم إريك كامبل، الذي يضربها بلا رحمة. يأتي تشارلي لإنقاذها ويضرب معذبيها على رأسهم بعصا قبل أن يركب معها في عربة. تنشأ بينهما قصة حب عندما يغسل تشارلي وجه إيدنا في وعاء ويمشط شعرها. يقوم بإعداد الإفطار بينما تذهب هي لإحضار الماء. في الطريق، تلتقي إيدنا بفنان يفتقر إلى الإلهام. تكون إيدنا مصدر إلهامه ويرسمها، ويرسم الوحمة على شكل نبات البرسيم. تقع إيدنا في حبه وتعيده إلى العربة حيث يتحدث الاثنان، بينما يتجاهل تشارلي. يغادر الفنان وتعلق إيدنا مع تشارلي.
ترى والدة الفتاة اللوحة وتتعرف على الوحمة وتسرع مع الفنان لإنقاذ ابنتها. يجدونها مع تشارلي، الذي يرفض الدفع من الأم ويودعها بحزن. تنطلق إيدنا في سيارة ليموزين مع والدتها وآخرين والفنان، وتدرك أنها تحب تشارلي، فتأمر السيارة بالرجوع للخلف وتأخذه معها.

## طاقم التمثيل
- تشارلي تشابلن - عازف كمان صالون
- إدنا بيرفيانس - غجرية كادحة
- اريك كامبل - غجري رئيس القبيلة

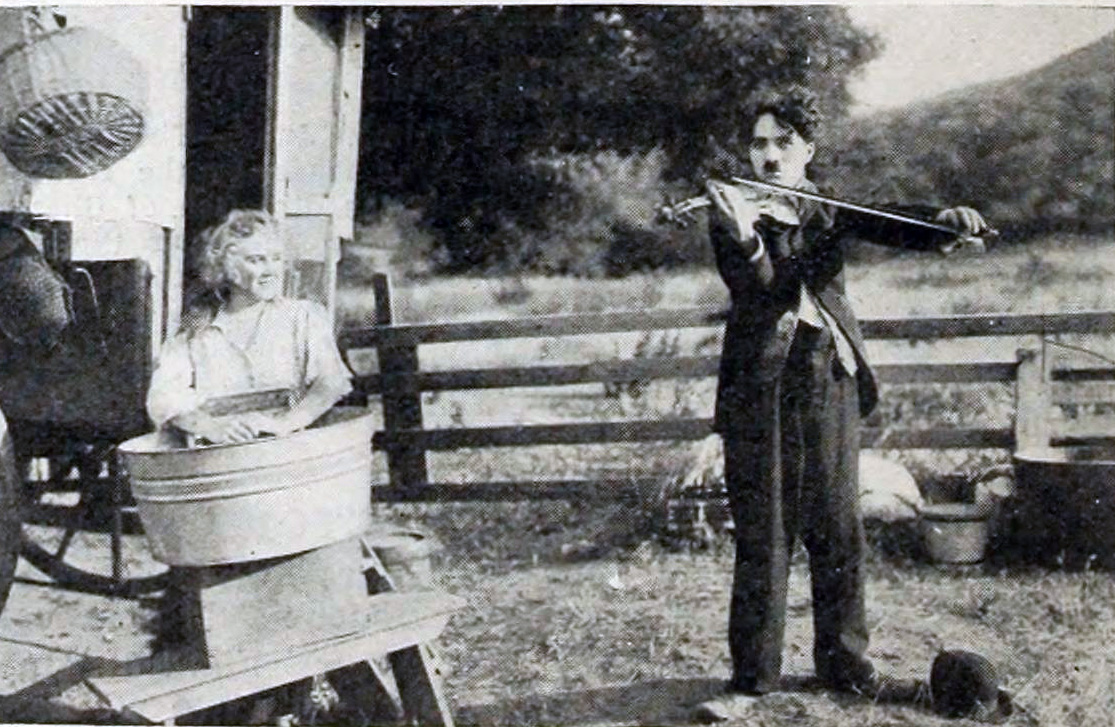
المتسكع (1916)

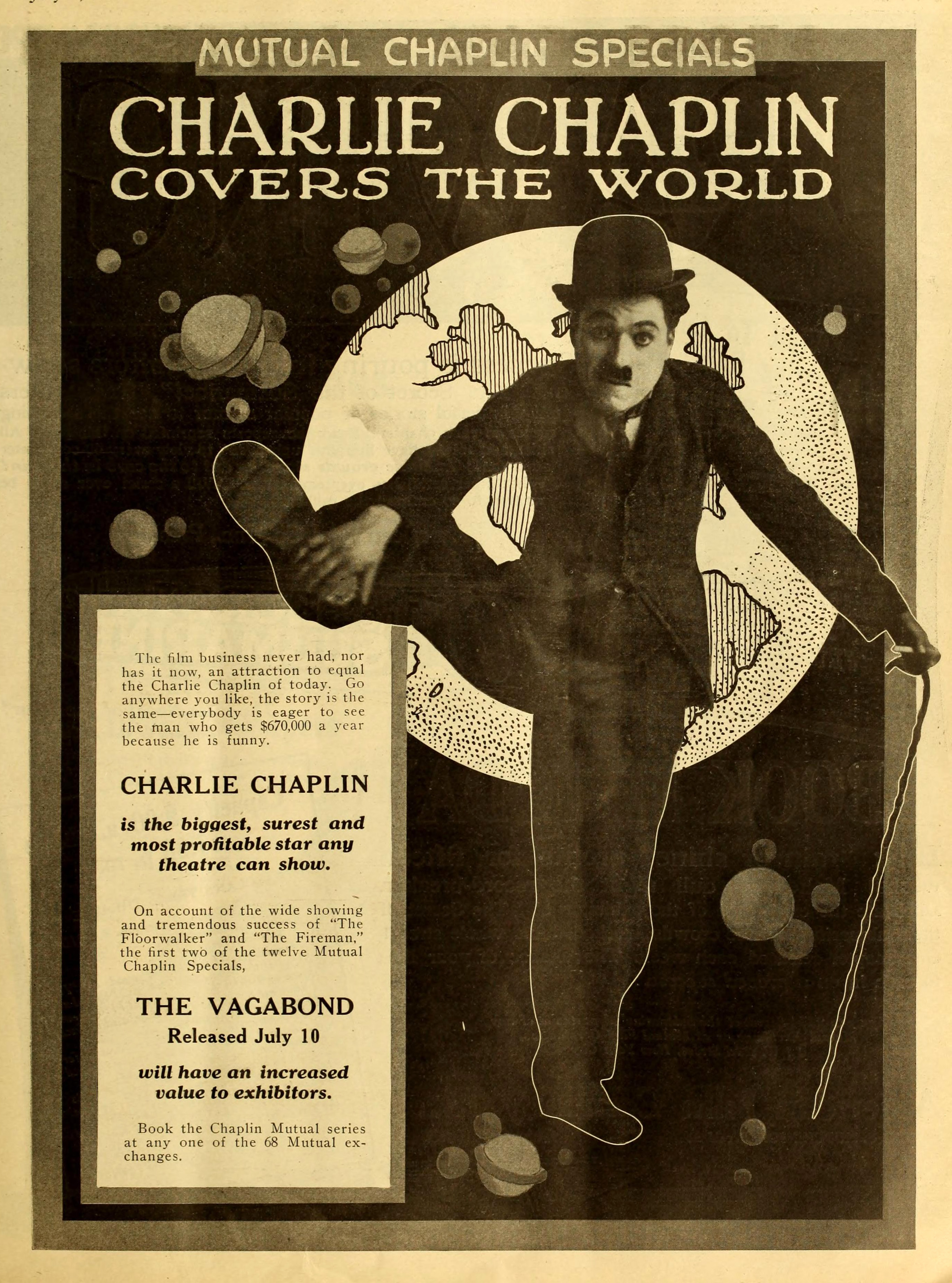
ملصق دعائي

- ليو وايت - يهودية عجوز / امرأة غجرية
- لويد بيكون - فنان
- شارلوت مينيو - أم الفتاة
- ألبرت أوستن - عازف الترومبون
- جون راند - عازف البوق، قائد فرقة
- جيمس كيلي - غجري وموسيقي
- فرانك كولمان - غجري وموسيقي

## وصلات خارجية
- الفيلم القصير The Vagabond متوفر للتحميل من موقع أرشيف الإنترنت [المزيد] (incomplete!)
- مقالات تستعمل روابط فنية بلا صلة مع ويكي بيانات